# Quận Pine, Minnesota
Quận Pine là một quận thuộc tiểu bang Minnesota, Hoa Kỳ.
Quận này được đặt tên theo. Theo điều tra dân số của Cục điều tra dân số Hoa Kỳ năm 2000, quận có dân số 29.750 người. Quận lỵ đóng ở Pine City. Quận được lập năm 1856 và tổ chức năm 1872.

## Địa lý
Theo Cục điều tra dân số Hoa Kỳ, quận có diện tích 3717 km2, trong đó có 60 km2 là diện tích mặt nước.

### Các xa lộ chính
- Interstate 35
- Minnesota State Highway 18
- Minnesota State Highway 23
- Minnesota State Highway 48
- Minnesota State Highway 70
- Minnesota State Highway 107
- Minnesota State Highway 123
- Minnesota State Highway 361

### Quận giáp ranh
- Quận Carlton (bắc)
- Quận Douglas, Wisconsin (đông bắc)
- Quận Burnett, Wisconsin (đông)
- Quận Chisago (nam)
- Quận Isanti (tây nam)
- Quận Kanabec (tây)
- Quận Aitkin (tây bắc)